# Дольский, Александр Александрович
Алекса́ндр Алекса́ндрович До́льский (род. 7 июня 1938, Свердловск) — русский советский и российский поэт, гитарист-виртуоз, автор-исполнитель, актёр. Заслуженный артист РСФСР (1989), член Союза драматургов. Лауреат Государственной премии имени Булата Окуджавы (2002).

## Биография
Родился в театральной, артистической семье. Отец Александр Викторович Дольский (14 марта 1913 — 12 ноября 2000) был певцом (драматический тенор); в 1936—1946 гг. — солистом Свердловского, 1946—1950 — Львовского, 1950—1955 — Куйбышевского, 1955—1957 — Белорусского, 1957—1958 — Харьковского театров оперы и балета. Мать, Елизавета Александровна (1912 г. рожд.), — балерина, выпускница Ленинградского академического хореографического училища имени А. Я. Вагановой, по окончании которого уехала работать в Свердловский театр оперы и балета. Отец оставил семью, когда сын был ещё маленьким, так что мать растила Александра-младшего одна.
После школы работал слесарем-инструментальщиком на заводе «Уралэлектроаппарат» (1956—1957). Окончил строительный факультет Уральского политехнического института в 1963 году, аспирантуру на инженерно-экономическом факультете и музыкальное училище по классу гитары (1963). В 1950-е годы стал лауреатом первого послевоенного конкурса артистов эстрады как гитарист (2-е место). В 1968 году принял участие в Первом Всесоюзном фестивале авторской песни в новосибирском Академгородке. Eго выступление вошло в документальный фильм «Запрещенные песенки» (1990, режиссёр В. Новиков, оператор В. Лапин).
В 1975 году переехал в Ленинград. Работал в НИИ градостроительства, с осени 1979 года был актёром Ленинградского театра миниатюр, через год стал солистом эстрады. Победитель 6-го Всесоюзного конкурса артистов эстрады.
Песни начал писать ещё учась в школе (с 1949 года) на свои стихи. Написал песни к фильмам «Старший сын» (1975) и «Трактир на Пятницкой» (1978). Снялся в художественных фильмах киностудии «Ленфильм», таких как: «Когда святые маршируют» (1990) и «Новая Шахерезада» (1990), а также в фильме «Игра с неизвестным». Автор песен на стихи французских, английских, американских и русских поэтов. Увлечение — живопись.
Живёт и работает в Санкт-Петербурге.

## Дискография

### Виниловые пластинки
Виниловые пластинки формата LP, выпущенные фирмой «Мелодия»:
- 1979 — «Песни Александра Дольского»
- 1981 — «Песни (Государство синих глаз)»
- 1983 — «Ленинградские акварели»
- 1985 — «Тёплые звёзды»
- 1987 — «Прощай, XX век»
- 1988 — «Пейзаж в раме»
- 1988 — «Оглянись не во гневе»
- 1992 — «Музыка над моей головой»

### Компакт-диски
Компакт-диски, выпущенные фирмой «Мелодия»:
- 1995 — «Возвращение в Петербург»
- 1995 — «Звезда на ладони»
- 1996 — «Ангел-хранитель»
- 1996 — «Недострелянная птица»
- 1997 — «Туманы и дожди»
- 1997 — «Русский вопрос»
- 1997 — «Трава и ветер»
- 1999 — «На круги своя»
- 1999 — «Тайная вечеря»
- 1999 — Концерт в Минске, 2 CD
- 1999 — Концерт в Москве
- 2000 — «Осенний полёт»
- 2000 — «Российские барды: А. Дольский»

В 1999 году издательство «Moroz Records» выпустило серию из 10 компакт-дисков со старыми и новыми песнями:
- «Старинные часы»
- «Государство синих глаз»
- «Ленинградские акварели»
- «Тёплые звёзды»
- «Прощай, XX век»
- «Оглянись не во гневе»
- «Пейзаж в раме»
- «Музыка над моей головой»
- «На круги своя»
- «Тайная вечеря»

## Фильмография
| Год  |     | Название                                                                                  | Роль                                                 |
| ---- | --- | ----------------------------------------------------------------------------------------- | ---------------------------------------------------- |
| 1971 | ф   | «Кочующий фронт»                                                                          | белогвардеец-каппелевец, эпизод                      |
| 1979 | тф  | «Прощание с осенью» (музыкальный телефильм, «Ленфильм»)                                   | исполнитель песен                                    |
| 1981 | тф  | «Спасибо за нелётную погоду» (музыкальный телефильм, «Ленфильм»)                          | исполнитель песен                                    |
| 1983 | тф  | «Ленинградские акварели» (музыкальный телефильм, «Лентелефильм»)                          | исполнитель песен                                    |
| 1987 | док | «Два часа с бардами» (в кинопрокате «Барды»)                                              | Имя персонажа не указано                             |
| 1988 | док | «Игра с неизвестным» (к/с имени Довженко)                                                 | Имя персонажа не указано                             |
| 1990 | ф   | «Когда святые маршируют» («Ленфильм»)                                                     | Виктор Иванович Кротов, грузчик в магазине           |
| 1990 | ф   | «Новая Шахерезада» («Ленфильм»)                                                           | Сергей Алексеевич Воронцов, сосед                    |
| 1990 | док | «Запрещённые песенки» (Западно-Сибирская студия кинохроники)                              | фильм о фестивале бардов в Академгородке в 1968 году |
| 2007 | док | «Монологи на фоне красного кирпича, или 20 лет спустя» («Киностудия ПС», Санкт-Петербург) | Имя персонажа не указано                             |

1983- мультфильм "Фантазёр" песня Далеко ,далеко.." исполнитель песни.

## Награды, звания
- Заслуженный артист РСФСР (1989)
- Лауреат Государственной литературной премии имени Булата Окуджавы (2002)[7]

## Хобби
- С 2007 года — член любительского литобъединения «Российский межрегиональный союз писателей» (РМСП).